# Smaldådra
Smaldådra (Camelina anomala) är en korsblommig växtart som beskrevs av Pierre Edmond Boissier och Heinrich Carl Haussknecht. Enligt Catalogue of Life ingår Smaldådra i släktet dådror och familjen korsblommiga växter, men enligt Dyntaxa är tillhörigheten istället släktet dådror och familjen korsblommiga växter. Arten förekommer tillfälligt i Sverige, men reproducerar sig inte. Inga underarter finns listade i Catalogue of Life.